# Parathelypteris angustifrons
Parathelypteris angustifrons är en kärrbräkenväxtart som först beskrevs av Friedrich Anton Wilhelm Miquel och som fick sitt nu gällande namn av Ren-Chang Ching.
Parathelypteris angustifrons ingår i släktet Parathelypteris och familjen Thelypteridaceae. Inga underarter finns listade i Catalogue of Life.